# 개방-폐쇄 원칙
개방-폐쇄 원칙(OCP, Open-Closed Principle)은 '소프트웨어 개체(클래스, 모듈, 함수 등등)는 확장에 대해 열려 있어야 하고, 수정에 대해서는 닫혀 있어야 한다'는 프로그래밍 원칙이다.

## 상세설명
소프트웨어 개발 작업에 이용된 많은 모듈 중에 하나에 수정을 가할 때 그 모듈을 이용하는 다른 모듈을 줄줄이 고쳐야 한다면, 이와 같은 프로그램은 수정하기가 어렵다. 개방-폐쇄 원칙은 시스템의 구조를 올바르게 재조직(리팩토링)하여 나중에 이와 같은 유형의 변경이 더 이상의 수정을 유발하지 않도록 하는 것이다. 개방-폐쇄 원칙이 잘 적용되면, 기능을 추가하거나 변경해야 할 때 이미 제대로 동작하고 있던 원래 코드를 변경하지 않아도, 기존의 코드에 새로운 코드를 추가함으로써 기능의 추가나 변경이 가능하다.

## 개방-폐쇄 원칙의 두 가지 속성

#### 확장에 대해 열려 있다.
이것은 모듈의 동작을 확장할 수 있다는 것을 의미한다. 애플리케이션의 요구 사항이 변경될 때, 이 변경에 맞게 새로운 동작을 추가해 모듈을 확장할 수 있다. 즉, 모듈이 하는 일을 변경할 수 있다.

#### 수정에 대해 닫혀 있다
모듈의 소스 코드나 바이너리 코드를 수정하지 않아도 모듈의 기능을 확장하거나 변경할 수 있다. 그 모듈의 실행 가능한 바이너리 형태나 링크 가능한 라이브러리(예를 들어 윈도의 DLL이나 자바의 .jar)를 건드릴 필요가 없다.

## 추상화를 통한 개방-폐쇄 원칙
객체 지향 프로그래밍 언어(JAVA, C++ 등)에서는 고정되기는 해도 제한되지는 않은, 가능한 동작의 묶음을 표현하는 추상화가 가능하다. 모듈은 추상화를 조작할 수 있다. 이런 모듈은 고정된 추상화에 의존하기 때문에 수정에 대해 닫혀 있을 수 있고, 반대로 추상화의 새 파생 클래스를 만드는 것을 통해 확장도 가능하다. 따라서 추상화는 개방-폐쇄 원칙의 핵심 요소이다.

## 개방-폐쇄 원칙과 객체 지향 언어의 관계
개방-폐쇄 원칙은 객체 지향 프로그래밍의 핵심 원칙이라고 할 수 있다. 개방-폐쇄 원칙을 따르지 않는다고 해서 객체 지향 언어(Java, C++ 등)을 구현이 불가능한 것은 아니지만 이 원칙을 무시하고 프로그래밍을 한다면, 객체 지향 프로그래밍의 가장 큰 장점인 유연성, 재사용성, 유지보수성 등을 결코 얻을 수 없다. 따라서 객체 지향 프로그래밍 언어에서 개방-폐쇄 원칙은 반드시 지켜야할 기본적인 원칙이다.

## 같이 보기
- 견고함의 원칙

## 참고 문헌
- Jacobson, Ivar, et al. Object-Oriented Software Engineering. Reading, MA: AddisonWesley, 1992.[쪽 번호 필요]
- Heyer, Betrand. Object-Oriented Software Construction, 2d ed. Upper Saddle River, NJ: prentice Hall, 1997.[쪽 번호 필요]
- 소프트웨어 개발의 지혜, 로버트 C. 마틴, 2004[쪽 번호 필요]